# Altostratus

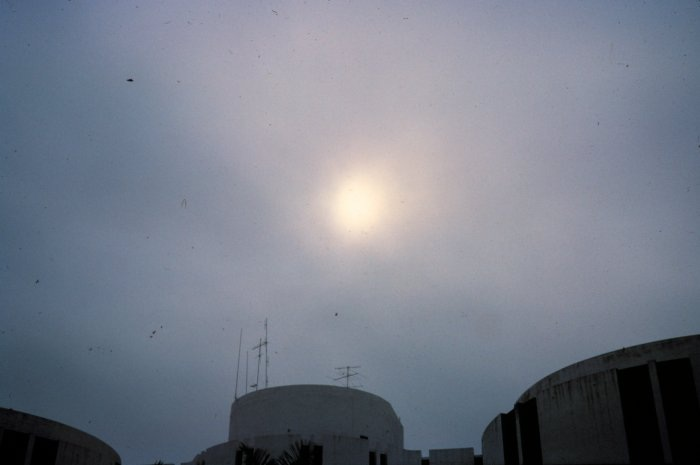
Altostratuswolken

Altostratus (v. lat. altum „Höhe“ und stratus bzw. sternere „ausdehnen, ausbreiten, mit einer Schicht bedecken“; Abk.: As) ist eine bläuliche bis graue mittelhohe Schichtwolke ohne Konturen, die aus (unterkühlten) Wassertröpfchen und Eiskristallen besteht. Er ist relativ deutlich grau, die Sonne ist hinter den dunklen Wolken manchmal fast nicht sichtbar.

## Geschichte
Die Wolkengattung Altostratus wurde 1855 von Émilien Renou erstmals benannt und schließlich in die international gültige Wolkenklassifikation aufgenommen.

## Physikalischer Aufbau und Erscheinungsform

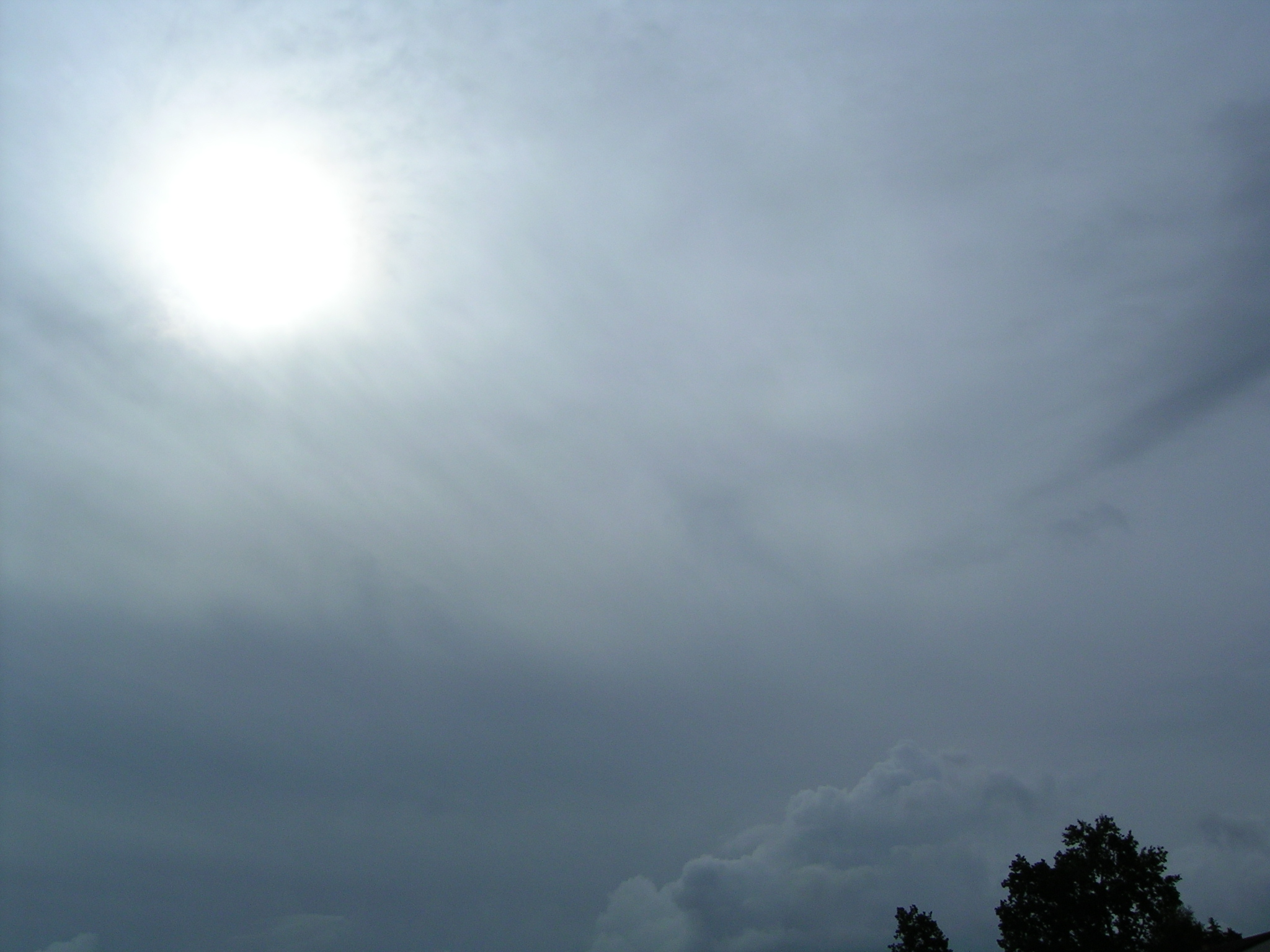
Altostratus

Der Altostratus besteht aus Wassertröpfchen und Eiskristallen. Ferner sind in der Wolke Regentropfen und Schneeflocken vorhanden. Er weist fast stets eine große horizontale Erstreckung (bis zu Hunderten von Kilometern) sowie eine ziemlich beträchtliche vertikale Ausdehnung (bis zu Tausenden von Metern) auf. Er kann aus zwei oder mehreren übereinander liegenden und bisweilen zum Teil miteinander verwachsenen Schichten mit nur geringem Höhenunterschied bestehen. Gelegentlich sind Wellenbildungen oder breite parallele Bänder zu sehen.
Altostratus ist im Allgemeinen so dicht, dass selbst durch die dünneren Teile hindurch die Sonne nur ansatzweise wie durch ein Mattglas erkennbar ist. Die dickeren Teile können so dicht sein, dass sie die Sonne völlig verdecken.
Niederschlag aus dem Altostratus kann in Form von Fallstreifen auftreten, die von der Wolkenuntergrenze herabhängen (virga). Das gibt der Wolkenuntergrenze gelegentlich ein warzenartiges oder auch zerrissenes Aussehen. Wenn aber der aus Altostratus fallende Niederschlag den Erdboden erreicht, so handelt es sich meistens um Dauerniederschlag in Form von Regen, Schnee, Eiskörnern oder Frostgraupeln.
Wolken in Form kleinerer Fetzen (pannus) können sich unter Altostratus innerhalb der tiefer liegenden turbulenten Schichten bilden, wenn diese infolge Verdunstung von Niederschlag mit Feuchte angereichert sind. Im Anfangsstadium ihrer Entwicklung sind Pannus-Wolken klein, nicht sehr zahlreich und deutlich isoliert. Sie treten meistens in beträchtlichem Abstand unterhalb der Altostratus-Unterseite auf. Später wird dann bei zunehmender Mächtigkeit der Altostratus-Decke und Absinken ihrer Untergrenze dieser Abstand bedeutend geringer. Gleichzeitig nehmen die Pannus-Wolken an Größe und Anzahl zu und können zu einer fast zusammenhängenden Schicht verschmelzen.
Altostratus hat keine speziellen Arten, weist jedoch die Unterarten translucidus, opacus, duplicatus, undulatus und radiatus auf. Für Sonderformen, Begleit- und Mutterwolken siehe den Artikel Wolke.

## Entstehung
Eine Altostratus-Schicht bildet sich meistens dann, wenn ausgedehnte Luftschichten langsam bis in genügend große Höhen gehoben werden. Er ist oft als Hochnebel im Herbst und Winter zu beobachten, bei ruhigen Wetterlagen, wie auch im Winter 2005/06, als die Höchstwerte für Feinstaub überschritten wurden.
Altostratus kann sich auch aus einem Cirrostratus-Schleier entwickeln, der an Mächtigkeit zunimmt; manchmal entsteht Altostratus auch infolge Abnahme der Mächtigkeit einer Nimbostratus-Schicht. Bisweilen entwickelt er sich auch aus einer Altocumulus-Schicht, und zwar dann, wenn Eiskristallschleppen (virga) in größerem Ausmaße aus Altocumulus fallen. Gelegentlich, besonders in den Tropen, entsteht Altostratus infolge Ausbreitung der mittleren oder oberen Teile einer Cumulonimbus-Wolke.

## Wetterprognose
Wenn der Altostratus nach Cirrostratus (Schleierwolken) großflächig aufzieht, ist meist eine Warmfront oder Okklusion im Anzug.
Anzahl Stunden, bis es zu regnen beginnt:
| ca. 9 h | Die Sonne ist ein wenig getrübt, aber mit scharfem Rand durch die Wolkenschicht sichtbar |
| ca. 6 h | Die Sonne ist nur noch als heller Fleck in der Wolkendecke erkennbar                     |
| bis 3 h | Die Sonne ist ganz verschwunden und unter der Wolkenschicht schweben einige Ac pan       |

## Unterschiede zu

### Cirrus
In seltenen Fällen können sich Altostratus-Felder oder -Schichten zu Flecken zurückentwickeln, die dann mit Flecken von dichtem Cirrus zu verwechseln sind. Altostratus-Flecken jedoch besitzen eine größere horizontale Erstreckung und sehen vorwiegend grau aus.

### Cirrostratus
Der Cirrostratus hat eine leuchtend weiße Farbe und die Sonne wird meist nur wenig bedeckt, auch auf dem Erdboden werden scharfe Schatten geworfen.
Eine hochgelegene, dünne Altostratus-Schicht kann mit einem Cirrostratus-Schleier verwechselt werden. Im Zweifelsfällen ist es bisweilen möglich, die Wolke richtig einzugruppieren, wenn berücksichtigt wird, dass bei Altostratus Gegenstände auf dem Erdboden keine Schatten werfen, und dass er dieselbe Wirkung wie Mattglas hat. Sind Halo-Erscheinungen zu sehen, so wird im Zweifelsfall die Wolke als Cirrostratus bezeichnet.

### Altocumulus und Stratocumulus
Altostratus hat manchmal Spalten, Rinnen oder Risse. Besonders sollte darauf geachtet werden, dass keine Verwechslung mit Altocumulus- oder Stratocumulus-Feldern oder -Schichten eintritt, da sie die gleichen Merkmale aufweisen. Altostratus lässt sich von Altocumulus und Stratocumulus durch sein gleichförmiges Aussehen unterscheiden.

### Nimbostratus
Eine tiefliegende dicke Altostratus-Schicht kann von einer ähnlichen Nimbostratus-Schicht dadurch unterschieden werden, dass bei Altostratus dünnere Stellen vorhanden sind, durch die hindurch die Sonne gegebenenfalls schwach erkennbar ist. Altostratus zeigt außerdem ein helleres Grau, und seine Unterseite ist gewöhnlich weniger gleichförmig als die von Nimbostratus. Falls in mondlosen Nächten Zweifel darüber entstehen, ob eine Wolke als Altostratus oder Nimbostratus bezeichnet werden soll, so erhält die Schicht nach Übereinkommen die Bezeichnung Altostratus, vorausgesetzt, dass weder Regen noch Schnee fällt.

### Stratus
Anders als beim Stratus ist die Sonne, durch eine Altostratus-Schicht betrachtet, mehr ein heller Fleck – ähnlich wie bei der Betrachtung durch Mattglas – und hat keine scharfen Ränder. Weiter sind bei einer Altostratusdecke auf dem Erdboden oft keine Schatten sichtbar, da die Sonnenstrahlen beim Durchdringen der Wolkenschicht weit gestreut werden. Die Wolkenschicht kann gegen die Sonne betrachtet weiß aussehen, hat aber eine graue Farbe. 
Zu beachten ist, dass man nicht immer klar zwischen Altostratus und Stratus unterscheiden kann; z. B. bei einem in Altostratus übergehenden Stratus können sich die Merkmale vermischen.